# Porúbka (powiat Humenné)
Porúbka (słow. Porúbka, węg. Kisortovány) – wieś na Słowacji, w kraju preszowskim, w powiecie Humenné. Porúbka położona jest w historycznym kraju Zemplín. Znajduje się o 10 km od miasta Humenné. W 2011 roku zamieszkiwało ją 276 osób. Pierwsza wzmianka o miejscowości pochodzi z roku 1451.